# Rahschoner

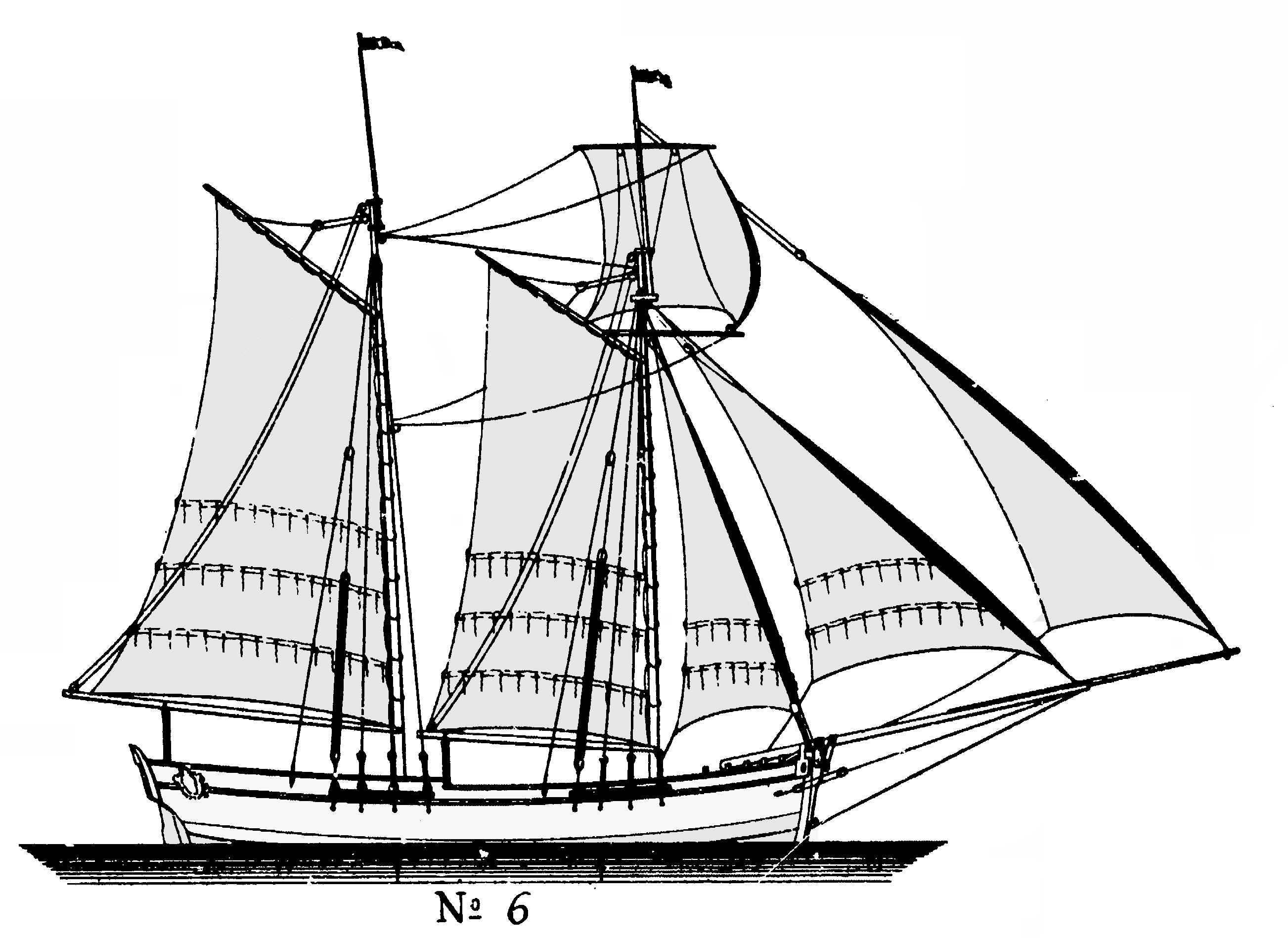
Ein Schooner, aus Fredrik Henrik af Chapmans Architectura Navalis Mercatoria von 1768

Die Bezeichnung Rahschoner ist ein Überbegriff für alle Arten von Schonern, die einen oder mehrere Masten mit Rahsegeln im Masttopp über den Schratuntersegeln („Rahtoppen“) fahren. Sie werden auch Toppsegelschoner (von englisch (square) topsail - Marssegel) genannt.
Nicht zu den Rahschonern gehören Schoner, die ausschließlich Schratsegel (Gaffelschoner) und eventuell eine Breitfock führen, ebenso wenig Brigantinen, Barkentinen und Jackass-Barken, da sie am Fockmast nur Rahsegel und keine Gaffelsegel führen.

## Typen von Rahschonern
Zu den Rahschonern gehören:

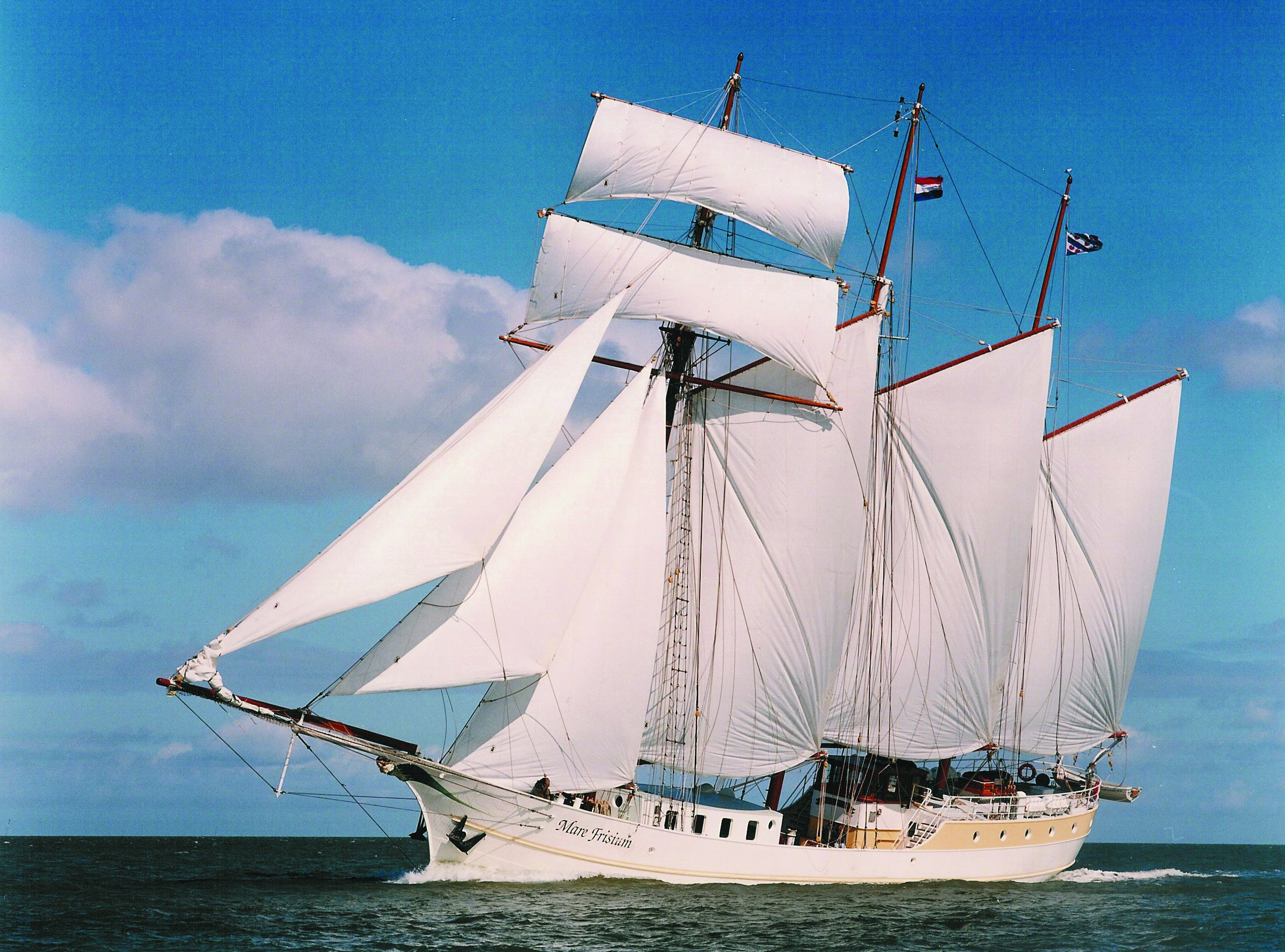
Dreimastmarstoppsegelschoner Mare Frisium

- Marssegelschoner: Rahtopp am Fockmast und Großmast mit Mars- und Bramrahen (einfach oder doppelt; drei, selten vier Segel)[1]
- Marstoppsegelschoner: Rahtopp am Fockmast mit Mars- und Bramrahen, am Großmast Schrattoppsegel wie beim Gaffelschoner.
- Bramsegelschoner: Rahtopp am Fockmast und Großmast mit Bramrahen (einfach oder doppelt (geteiltes Bramsegel), ein oder zwei Segel)
- Bramtoppsegelschoner: Rahtopp am Fockmast mit Bramrahe(n), Schrattoppsegel am Großmast.
- Marsbramsegelschoner: Marsrahtopp (2 bis 3 Segel) am Fock- und Bramrahtopp (1 bis 2 Segel) am Großmast
- Polkabark: Dreimastmars-, Dreimastbram- oder -marsbramsegelschoner, führt an allen drei Masten Schratuntersegel (echter Schoner), Rahtopp an den beiden vorderen Masten, Besanmast wie bei einer Bark.
- Schoner mit Vinnen-Takelung: Marsrahtopp (drei Segel an vier Rahen) am Fockmast und am Mittelmast (bei fünf 1922 gebauten Fünfmastschonern der Bremer Reederei F. A. Vinnen & Co.: Adolf Vinnen, Carl Vinnen, Christel Vinnen, Susanne Vinnen, Werner Vinnen). Sie hatten, da sie einzigartig waren, eine eigene, vom Standard (Fockmast, Großmast, Mittelmast, Kreuzmast, Besanmast) abweichende Mastfolge: Fockmast mit Rahtopp, Vinnen-Mast mit Schrattopp, Großmast mit Rahtopp, Kreuzmast mit Schrattopp, Besanmast. Neben den drei Rahtoppsegeln waren beide Rahtoppmasten mit Gardinensegeln ausgerüstet – große Rahsegel, an der untersten Rah angeschlagen.[2]

Die Rahschoner hießen früher eine Zeit lang lediglich Schoner, während auch der Begriff „Doppeltoppsegelschoner“ (engl. two-topsail schooner) für Mars- oder Bramtoppsegelschoner (zwei Masten mit Rahtopp) im Gebrauch war. Zum Unterschied zu anderen Seglern, wie Brigantine oder Barkentine, die Rah- und Gaffelsegel führen, sind die oben genannten Schoner „echte“ Schoner, sie haben an allen Untermasten Gaffelsegel.